# Lasse Andersson
Lasse Bredekjær Andersson (født 11. marts 1994 i Valby, Danmark) er en dansk professionel håndboldspiller som spiller venstreback for Füchse Berlin. Han har spillet i klubben siden 2020, hvor han kom til klubben fra FC Barcelona.
Han startede med at spille håndbold som 4-årig og spillede alle sine ungdomsår i FIF. Som 2. års U18-spiller spillede han sidste halvdel af sæson 12/13 i TMS Ringsted i Herrehåndboldligaen. Lasse Andersson spiller også for Danmarks håndboldlandshold.
I sin første sæson for KIF blev han kåret som årets talent i klubben.
Lasse Andersson har verdens hårdeste skud (140 km/t).
Andersson kan både spille forsvar og angreb, hvilket har været med til at give ham meget spilletid i de forskellige klubber.
Han blev verdensmester med landsholdet til VM i håndbold 2021.

## Hæder
- Dansk håndbold-mesterskab
  - Guld: 2014, 2015
- Dansk Pokal-cup
  - Guld: 2013

- Spansk håndbold-mesterskab
  - Guld: 2017, 2018, 2019, 2020
- Verdensmesterskabet i Håndbold
  - Guld: 2021

## Spillerhistorik i EHF CL
| EHF CL 2019/20 |  |  | ► FC Barcelona Lassa (ESP)    |  | 22 |  |  |
| EHF CL 2018/19 |  |  | ► FC Barcelona Lassa (ESP)    |  | 23 |  |  |
| EHF CL 2017-18 |  |  | ► FC Barcelona Lassa (ESP)    |  | -  |  |  |
| EHF CL 2016-17 |  |  | ► FC Barcelona Lassa (ESP)    |  | 31 |  |  |
| EHF CL 2015-16 |  |  | ► KIF Kolding Kobenhavn (DEN) |  | 63 |  |  |
| EHF CL 2014-15 |  |  | ► KIF Kolding Kobenhavn (DEN) |  | 25 |  |  |
| EHF CL 2013-14 |  |  | ► KIF Kolding Kobenhavn (DEN) |  | 37 |  |  |